# Liste von Dateinamenserweiterungen/M
In dieser Liste sind übliche Dateinamenserweiterungen aufgelistet, die in einigen Betriebssystemen zur Unterscheidung von Dateiformaten verwendet werden. In anderen Betriebssystemen erfolgt die Dateitypenidentifikation hauptsächlich über den Dateivorspann und bei E-Mail-Anhängen hat der MIME-Type eine größere Bedeutung als die Dateinamenserweiterung. Systeme, die nach den beiden letztgenannten Vorgehensweisen verfahren, ignorieren die Erweiterung meist vollständig. 
| Dateinamenserweiterung | MIME-Typ                                                                                   | Vollständiger Name                                              | Bemerkungen, Verwendung |
| ---------------------- | ------------------------------------------------------------------------------------------ | --------------------------------------------------------------- | --- |
| .m                     |                                                                                            | Matlab                                                          | Funktions- oder Scriptdatei für die Mathematik-Software Matlab |
| .m                     | text/plain, text/x-m                                                                       | Objective-C                                                     | Objective-C-Quellcode |
| .m2ts                  |                                                                                            | MPEG-2 Transport Stream                                         | Videodatei von AVCHD-Kameras, Blu-ray Discs und DVB-T |
| .m3u                   | audio/x-mpegurl                                                                            | MP3-URL                                                         | Offenes Dateiformat für Wiedergabelisten. Das M3U-Format wird von den meisten Medienspielern unterstützt. |
| .m3u8                  |                                                                                            |                                                                 | Offenes Dateiformat für Wiedergabelisten in UTF-8-Codierung |
| .m4                    | application/x-m4                                                                           | M4                                                              | Quelltext für den M4-Präprozessor |
| .m4a                   |                                                                                            | Moving Pictures Experts Group 4 Audio                           | MPEG4-Audiodatei (Advanced Audio Coding) |
| .m4b                   |                                                                                            | Moving Pictures Experts Group 4 AudioBook                       | Hörbuch in MPEG4-Audio (Advanced Audio Coding), .m4a mit zusätzlichem Lesezeichen-System (Bookmarks), von Apple eingeführt |
| .m4p                   |                                                                                            | MPEG4-Audiodatei                                                | DRM-geschützte MPEG4-Audiodatei (Advanced Audio Coding), von Apple eingeführt |
| .m4r                   |                                                                                            | AAC M4A Audiodatei                                              | Format für iPhone-Klingeltöne |
| .m4v                   |                                                                                            | MPEG4-Videodatei                                                | MPEG4-Videodatei nur für Video (MPEG-4-Videoströme) |
| .ma                    |                                                                                            | Maya ASCII                                                      | Projektdatei für die 3D-Grafiksoftware Maya in ASCII-Kodierung |
| .mab                   |                                                                                            | Mozilla Address Book                                            | |
| .mac                   |                                                                                            | Macro Assembler                                                 | Assemblerquelltext RSX11 |
| .mac                   |                                                                                            | MacPaint                                                        | |
| .mac                   |                                                                                            | MegaCAD                                                         | Makro/Bauteile-Datei |
| .mac                   |                                                                                            | Monkeys Audio Compression                                       | verlustfrei komprimierendes Audioformat |
| .maff                  |                                                                                            | Mozilla archive format file                                     | ZIP-basiertes Archivformat für Webseiten und Downloadelemente samt Metadaten |
| .mak                   |                                                                                            | Makefile                                                        | Make-Datei für Visual C++ sowie Microsoft C/C++ (nmake) |
| .manifest              |                                                                                            | Manifest-Datei                                                  | Datei, die beim Starten eines Programms ab Windows XP Informationen zum Visualisieren des Programms enthält |
| .map                   |                                                                                            | Linker Address Map                                              | Linker-Symboltabelle |
| .mar                   |                                                                                            | Microsoft ARchiv                                                | komprimiertes Microsoft-Dateiarchiv |
| .mar                   |                                                                                            | Mozilla ARchiv                                                  | Mozilla Updater (z. B. für Mozilla Firefox etc.) |
| .mat                   |                                                                                            | Matlab-Daten-Datei                                              | |
| .mat                   |                                                                                            | Online-Sicherung für T-Online-Rechnung                          | – |
| .mat                   |                                                                                            | Verknüpfung mit Microsoft Office Access-Tabelle                 | – |
| .mat                   |                                                                                            | Jellyfish Match-Dateien                                         | Speicherformat für Backgammon-Spiele |
| .max                   |                                                                                            | Discreet 3D Studio MAX                                          | Speicherformat für 3D-Modelle |
| .max                   |                                                                                            | -                                                               | OrCAD Layout-Datei |
| .mb                    |                                                                                            | Maya Binary                                                     | Projektdatei für die 3D-Grafiksoftware Maya in binärer Kodierung (vgl. „.ma“) |
| .mba                   |                                                                                            | MB-Austauschdatei                                               | Austauschdatei für ArCon Eleco |
| .mbp                   |                                                                                            | Mobipocket                                                      | Wird vom Amazon Kindle zur Speicherung von Dokument-Metadaten verwendet. |
| .mbs                   |                                                                                            | –                                                               | Opera-Mail-Datei |
| .mcc                   |                                                                                            | Mathcad Configuration File                                      | wird verwendet von Mathcad |
| .mcd                   |                                                                                            | Mathcad Document                                                | wird verwendet von Mathcad |
| .mcd                   | application/mcad, application/x-mathcad                                                    | Minicad                                                         | CAD-Dateien Minicad Version 4 bis 7, VectorWorks Vers.8 bis 11 |
| .mcf                   | image/vasa, text/mcf                                                                       | Mathcad Fontfile                                                | wird verwendet von Mathcad |
| .mcp                   |                                                                                            | Dateien mit CodeWarrior-Projekten                               | wird verwendet in Quellcode-Distributionen der Apache Software Foundation |
| .mcmeta                |                                                                                            | Minecraft Metadata                                              | Eine Datei zum Konfigurieren eines Ressourcenpaketes des Computerspiels Minecraft |
| .mclevel               |                                                                                            | Minecraft Map File                                              | zur Speicherung der Spielwelt während der Indev-Phase des Computerspiels Minecraft |
| .mcw                   |                                                                                            |                                                                 | Dateien von Microsoft Word für Macintosh, Versionen 4.0 bis 5.x |
| .md                    |                                                                                            | Markdown                                                        | Vereinfachte Auszeichnungssprache |
| .md8                   |                                                                                            | MatchWare Mediator Project                                      | Projektdatei für Matchware Mediator |
| .mda                   | application/x-msaccess                                                                     | Microsoft Access                                                | Access-Datenbankdatei (Assistenten) |
| .mdb                   | application/x-msaccess                                                                     | Microsoft Data Base                                             | Microsoft-Access-Datenbankdatei |
| .mdc                   |                                                                                            | Modem Script --- auch „Model Definition *“: RTCW/ET Model-Datei | Novell NetWare --- Model für Return to Castle Wolfenstein oder Wolfenstein: Enemy Territory |
| .mde                   |                                                                                            | Microsoft Access                                                | Access-Datenbankdatei (kompilierte Form) |
| .mdf                   |                                                                                            | Media Descriptor File                                           | Alcohol 120%, CDBurnerXP, DAEMON Tools Pro oder GameJack CD/DVD-Imagedatei |
| .mdf                   |                                                                                            | Master Data File                                                | Datenbank-Datei des Microsoft SQL Server |
| .mdf                   |                                                                                            | Measurement Data Format File                                    | Binäres Dateiformat zur Aufzeichnung von Messdaten, weite Verbreitung vor allem im Automotive-Bereich. |
| .mdi                   |                                                                                            | Microsoft Office Document Imaging                               | Ein hochauflösendes Microsoft-Grafikformat (ab MS Office 2003) |
| .mdl                   |                                                                                            | Hash Animation:Master 3D-Modell                                 | Dateiformat zum Speichern von 3D-Modellen |
| .mdl                   |                                                                                            | (Spieler-)Model                                                 | Quake Engine |
| .mdl                   |                                                                                            | Rational Rose Modell                                            | Dateiformat zum Speichern von UML-Diagrammen in Rational Rose |
| .mdl                   |                                                                                            | MathWorks Simulink Model                                        | Dateiformat für Simulink-Modelle |
| .mds                   |                                                                                            | Media Descriptor Image                                          | CD/DVD-Image erstellt mit Alcohol 120%, CDBurnerXP, DAEMON Tools Pro, DVD Shrink, GameJack oder ImgBurn |
| .mdx                   |                                                                                            | DBase Index-File                                                | CD/DVD-Image z. B. mit DAEMON Tools Pro zu öffnen |
| .mell                  |                                                                                            | Mellel-Dokument                                                 | Datei des Textverarbeitungprogramms Mellel |
| .mem                   |                                                                                            | Ansichtdatei (zu WaveLab)                                       | Fenster- u. a. Positionsangaben sowie Presets des Masterbereichs |
| .met                   |                                                                                            | Presentation Manager Metafile                                   | Dateiformat für 2D-Vektorgrafiken unter OS/2 |
| .mf4                   |                                                                                            | Measurement Data Format (Version 4)                             | Binäres Dateiformat zur Aufzeichnung von Messdaten, Anwendung vor allem im Automotive-Bereich. Das „ASAM COMMON MDF 4“ Format wurde 2009 von der Association for Standardization of Automation and Measuring Systems als Standard veröffentlicht. |
| .mfa                   |                                                                                            | Multimedia Fusion 2 Applikations-Datei                          | – |
| .mfw                   |                                                                                            | Multimedia Fusion 2 Projektdatei                                | – |
| .mfx                   |                                                                                            | Multimedia Fusion 2 Extension                                   | – |
| .mht .mhtml            |                                                                                            | MIME Encapsulation of Aggregate HTML Documents                  | Von verschiedenen Browsern (Edge, Opera, Chromium) verwendetes Dateiformat zum Speichern/Archivieren ganzer statischer Webseiten. |
| .mhz                   |                                                                                            | mh-software komprimierte Projektdatei                           | Datei zum Austausch gebäudetechnischer Berechnungen zwischen mh-software und mh-Viewer |
| .mi                    |                                                                                            | Model Interface Standard                                        | CAD-Dateiformat von CoCreate |
| .mid .midi             | music/crescendo, x-music/x-midi, application/x-midi, audio/midi, audio/x-mid, audio/x-midi | MIDI                                                            | MIDI-Datei |
| .mif                   | application/x-mif, application/x-frame                                                     | Maker Interchange Format                                        | Textbasierte FrameMaker-Datei zum Austausch zwischen FM-Versionen auf unterschiedlichen Betriebssystemen |
| .mind                  |                                                                                            | MiMind-Mapping Format                                           | Programm zur Erstellung von Mindmaps von Cryptobees |
| .mine                  |                                                                                            | Minecraft Classic World                                         | zur Speicherung der Spielwelt während der Classic-Phase des Computerspiels Minecraft |
| .minigsf               |                                                                                            | GBA Sound Format (GSF)                                          | Audio-Datei zur Wiedergabe in Winamp mithilfe des Plug-ins Highly Advanced |
| .miniusf               |                                                                                            | Nintendo Ultra 64 Sound Format (USF)                            | Nintendo-64-Audio-Datei zur Wiedergabe in Winamp mithilfe des Plug-ins 64th Note |
| .mix                   |                                                                                            | Microsoft Image Extension                                       | Microsoft-Picture-It!-Datei (Vektorgrafik; es ist zwischen beiden Anwendungen Inkompatibilität möglich) |
| .mjf                   | audio/x-vnd.audioexplosion.mjuicemediafile                                                 | Media Juice File                                                | – |
| .mjpg                  | video/x-motion-jpeg                                                                        | Motion JPEG                                                     | Video Format |
| .mjpgc                 | video/x-motion-jpeg                                                                        | Motion jpeg chunk                                               | Video Format |
| .mhk                   |                                                                                            | Broderbund Mohawk Archiv                                        | komprimiertes Dateiarchiv |
| .mka                   | audio/x-matroska                                                                           | Matroska Audio                                                  | reine Audio-Daten in einer Matroska-Containerdatei |
| .mkd                   | application/octet-stream                                                                   | Microkernel Database file                                       | eine Tabelle in einer Pervasive.SQL Datenbank |
| .mkd                   |                                                                                            | Malz++Kassner CAD                                               | Zeichnungsdaten, ZIP-komprimiert |
| .mkv                   | video/x-matroska                                                                           | Matroska Video                                                  | Video-Daten in einer Matroska-Containerdatei; wird auch von DivX Plus HD verwendet |
| .mlt                   |                                                                                            | Meltytech                                                       | Projektdatei für das Videoschnittprogramm Shotcut im XML-Format |
| .mm                    | application/base64, application/x-meme                                                     | FreeMind-Maps                                                   | XML (ähnliches) Dateiformat. FreeMind erstellt und speichert Mindmaps. |
| .mmap                  |                                                                                            | Mindjet MindManager-Maps                                        | Programm zur Erstellung von Mindmaps |
| .mmas                  |                                                                                            | Mindjet MindManager-Designs                                     | Designs für Mindjet MindManager Mindmaps |
| .mmat                  |                                                                                            | Mindjet MindManager-Template                                    | Vorlage für Mindjet MindManager Mindmaps |
| .mmf                   |                                                                                            | Samsung & Siemens Handy                                         | Polyphone Klingeltöne für Samsung- & Siemens-Handys, mit dem mmf-Player lassen sich MIDI-Dateien im mmf konvertieren. |
| .mmf                   |                                                                                            | Microsoft Mail Format                                           | Dateiformat für Microsoft Mail. Ein bis 1995 gebräuchliches Mailprogramm, das von Outlook Express abgelöst wurde. |
| .mmjproject            |                                                                                            | Music Maker Jam Projekt                                         | Magix Music Maker |
| .mml                   |                                                                                            | MathML                                                          | XML-formatierte Formeldokumente |
| .mmm                   |                                                                                            | Media Player Multimedia Clip                                    | Windows Mplayer Multimediaclip |
| .mmm                   |                                                                                            | Magix Music Maker                                               | Magix Music Maker |
| .mmmp                  |                                                                                            | Mindjet MindManager-Parts                                       | Interaktive Bausteine für Mindjet MindManager Mindmaps |
| .mmp                   |                                                                                            | Mindjet MindManager-Maps 2002                                   | Veraltetes Dateiformat für Mindjet MindManager Mindmaps |
| .mn                    |                                                                                            | MuPAD Pro Notebook                                              | Arbeitsdatei des Computeralgebrasystems MuPAD Pro |
| .mnc                   |                                                                                            | MINC                                                            | Medical Image NetCDF – medizinisches Bilddatenformat |
| .mnu                   |                                                                                            | Menu                                                            | Menü-Datei für AutoCAD |
| .mny                   | application/x-msmoney                                                                      |                                                                 | Microsoft Money |
| .mo                    |                                                                                            | Message Object                                                  | GNU gettext, eine kompilierte .po-Datei |
| .mo                    |                                                                                            | Modelica model                                                  | Modelica |
| .mobi                  |                                                                                            | Mobipocket eBook                                                | E-Book Format, kann mit FBReader geöffnet werden |
| .moc                   |                                                                                            | MetaObjectCode-Datei                                            | Qt |
| .mod                   | audio/mod, audio/mod                                                                       | Module                                                          | Trackermodul (Musikformat) des Soundtrackers/Ultimate Soundtracker (Amiga) |
| .mod                   | audio/mod, audio/x-mod                                                                     | Module                                                          | Trackermodul (Musikformat) des Protrackers und dessen Klone (FastTracker 1, Taketracker, Startrekker) |
| .model                 |                                                                                            | –                                                               | CAD/CATIA |
| .mop                   |                                                                                            | MOPAC                                                           | MOPAC – File |
| .mot                   |                                                                                            | MOTS – Motorola S-Record File                                   | Dateiformat zum Übertragen von Hex-Zeichen in einen Flash-Speicher |
| .mov                   | video/quicktime                                                                            | Movie                                                           | Videodatei in Apples QuickTime-Format |
| .mp+                   |                                                                                            | Musepack-Audiodatei                                             | freies, verlustbehaftet komprimiertes Audioformat |
| .MP3                   | audio/mpeg                                                                                 | Moving Pictures Experts Group 1/2 Audio Layer 3                 | verlustbehaftet komprimierte MPEG-Audiodatei |
| .MP4                   | audio/mpeg4, audio/x-mpeg4                                                                 | Moving Pictures Experts Group 4 Audio & Video                   | verlustbehaftet komprimierte MPEG-4-Datei. Wird u. a. in der Playstation PSP eingesetzt. |
| .mpc                   | application/x-project                                                                      | Musepack-Audiodatei                                             | freies, verlustbehaftet komprimiertes Audioformat |
| .mpg .mpeg             | audio/mpeg, video/mpeg                                                                     | Moving Picture Experts Group                                    | Verlustbehaftet komprimierte Filme |
| .mpic                  |                                                                                            | MWM-Piccolo                                                     | Projektdatei auf dem PDA zum Austausch von Aufmaßen mit MWM-Libero |
| .mpl                   |                                                                                            | Media PlayList                                                  | |
| .mpo                   |                                                                                            |                                                                 | 3D Bilddatei von Fujifilm |
| .mpp                   | application/vnd.ms-project                                                                 | Microsoft Project Plan                                          | Projektplan für Microsoft Project |
| .mpp                   | audio/x-musepack                                                                           | Musepack-Audiodatei                                             | freies, verlustbehaftet komprimiertes Audioformat |
| .mpq                   |                                                                                            | Mo'PaQ, kurz für Mike O’Brien Pack, benannt nach dem Erfinder   | Archivdatei von Sierra/Blizzard insbesondere für Warcraft III, StarCraft, World of Warcraft und Diablo |
| .mpr                   |                                                                                            | FileMaker Dictionary                                            | Wörterbuch für die Rechtschreibprüfung des Datenbanksystems FileMaker |
| .mps                   |                                                                                            | Max Payne Savegame                                              | Savegame-Datei des Computerspiels Max Payne |
| .mps                   |                                                                                            | MapSource Datafile                                              | Garmin MapSource GPS datafile |
| .mpt                   | application/x-project                                                                      | Microsoft Project template                                      | Projektplanvorlage für Microsoft Project |
| .mpx                   | application/x-project                                                                      | Microsoft Project Exchange Datei                                | ASCII-Dateiformat um Projektinformationen zwischen verschiedenen Versionen von Microsoft Project-Versionen 4.0, 4.1 & 98 und Fremdanbieterprogrammen auszutauschen                                                                                |
| .mpx                   |                                                                                            | Mindmanger Pro Export Datei                                     | Citavi Mindjet MindManager Pro Exportformat (ab Version 6) |
| .mrc                   | application/marc                                                                           | mIRC Scriptdatei                                                | Scriptdatei für MIRC im txtFormat. |
| .mrw                   |                                                                                            | Minolta Raw Image                                               | Bildrohdaten von Konica-Minolta-Kameras |
| .ms7                   |                                                                                            | Electronics Workbench Multisim v7 – Schaltplan                  | |
| .ms8                   |                                                                                            | Electronics Workbench Multisim v8 – Schaltplan                  | |
| .msa                   |                                                                                            | MyrScript-Datei                                                 | Scriptsprache von Myriad Harmony Assistant Notensatzprogramm |
| .msc                   |                                                                                            | Microsoft Management Console Snap-in Control File               | Snap-in für die Microsoft Management Console |
| .mscx                  |                                                                                            | MuseScore-Partitur                                              | |
| .mscz                  |                                                                                            | komprimierte MuseScore-Partitur                                 | |
| .msf                   |                                                                                            | Mozilla Thunderbird Mail Summary File                           | Indexdateien %imap.servername%.msf zu den IMAP-Konten |
| .msg                   | application/vnd.ms-outlook                                                                 | Message                                                         | Microsoft Outlook – als Datei gespeicherte E-Mail |
| .msh                   |                                                                                            | Orbiter Mesh File                                               | Orbiter 3D-Modell |
| .msi                   |                                                                                            | Microsoft Installer                                             | Programmpakete für den Microsoft Installer, werden unter Windows als Installationsdateien eingesetzt |
| .msm                   |                                                                                            | Microsoft Installer Merge Module                                | Mittels „Merge modules“ können Dateien, Registrierungsschlüssel und andere Inhalte verteilt werden, die mit .MSI-Dateien verbunden werden können.                                                                                                 |
| .msn                   |                                                                                            | Microsoft Network-Protokoll                                     | |
| .msp                   |                                                                                            | Microsoft Installer Patchdatei                                  | Mittels .msp-Dateien werden Patches für bestehende .msi-Dateien verteilt. |
| .mst                   |                                                                                            | Microsoft Installer-Transformationsdatei                        | Vorkonfiguration bzw. Antwortinformationen für .msi-Dateien. |
| .msu                   |                                                                                            | Microsoft Update                                                | vergleichbar mit .msi |
| .mswmm                 |                                                                                            | Microsoft Windows Movie Maker Projekt                           | Projektdatei für Windows Movie Maker |
| .mtl                   |                                                                                            | Alias Wavefront Material Data                                   | ASCII Format (Verwandt mit .pix) |
| .mtm                   |                                                                                            | Multitracker Module                                             | Trackermodul (Musikformat) des MultiTrackers |
| .mtt                   |                                                                                            | MasterTool-Arbeitsblatt                                         | Interaktives Arbeitsblatt des co.Tec MasterTool-Autorensystems |
| .mts                   |                                                                                            | MPEG Transport Stream                                           | meist AVCHD-Videodatei, siehe auch .m2ts |
| .mtv                   |                                                                                            |                                                                 | Videoformat für Grundig MPixx Player (Konverter auf www.grundig.de erhältlich). |
| .mui                   |                                                                                            | Microsoft Multilingual User Interface                           | Dient in Windows zur Trennung der Sprachressourcen für die Benutzeroberfläche vom Binärcode des Betriebssystems. Ermöglicht eine Änderung der Sprache, ohne die Binärdateien vom Betriebssystem ändern zu müssen.                                 |
| .mus                   | text/x-ansi(inoffiziell)                                                                   | ANSI music                                                      | Dateinamenserweiterung wird von ANSI-BBS-Textdateien für ANSI-Musik genutzt. |
| .mus                   |                                                                                            | Music                                                           | Dateinamenserweiterung wird von den Notensatzprogrammen Finale und Score bei unterschiedlichen Dateiformaten genutzt. |
| .mus                   |                                                                                            | Musicam                                                         | Kann auch für MUSICAM stehen. (In Audioschnittprogrammen wie Edigas) |
| .mux                   |                                                                                            | Musikformat                                                     | Codierte ogg-Datei, die nur vom Computerspiel TrackMania gelesen werden kann. |
| .mvb                   |                                                                                            | Microsoft Multimedia Viewer Book                                | ähnlich Windows-*.hlp-Dateien, mit mviewer2.exe betrachtbar |
| .mvf                   |                                                                                            | Stop frame file                                                 | Videoformat von AutoCAD |
| .mw                    |                                                                                            | Maple-Worksheet                                                 | Maple (Standard) Worksheet (XML-codiert) |
| .mwb                   |                                                                                            | MySQL Workbench                                                 | Datei von MySQL Workbench, beinhaltet Datenbank Schema inkl. Diagrammen |
| .mwp                   |                                                                                            | Lotus Word Pro Smartmaster                                      | Vorlagendatei der Textverarbeitung der Bürosoftware-Suite Lotus SmartSuite |
| .mwpp                  |                                                                                            | My Webfinder Projekt Package                                    | Projektpackage für MyWebFinder. |
| .mws                   |                                                                                            | Maple-Worksheet                                                 | Maple Classic Worksheet (auch mit älteren Maple-Versionen benutzbar) |
| .mxv                   |                                                                                            | Magix Video                                                     | Ehemaliges Format von Magix Video. In neuen Programmversionen heißt dieses Format MVD. |
| .mxc2                  |                                                                                            | Magix Cache Version 2                                           | Auslagerungsdatei für MAGIX-Foto- und Videoprogramme |
| .mxc3                  |                                                                                            | Magix Cache Version 3                                           | Auslagerungsdatei für MAGIX-Foto Manager (Deluxe) |
| .mxpl                  |                                                                                            | Magix Playlist                                                  | Wiedergabeliste für MAGIX MP3 Deluxe und mufin player (pro) ähnlich XSPF |
| .myd                   |                                                                                            | MySQL-Datenbank                                                 | Datenbankdatei für MySQL (MyISAM-Tabelle). |
| .myi                   |                                                                                            | MySQL-Datenbank Index                                           | Datenbankdatei für MySQL (MyISAM-Tabellenindex). |
| .myr                   |                                                                                            | Musikformat                                                     | Musikformat von Myriad Harmony Assistant – Notensatz- und Sequenzer-Programm. |
| .mzt                   |                                                                                            | HTML-Vorlage                                                    | Nvu-eigenes Format zur Speicherung von (x)html-Vorlagen, wie html |